# Бреденбек
Бреденбек (нем. Bredenbek) — община в Германии, в земле Шлезвиг-Гольштейн.
Входит в состав района Рендсбург-Экернфёрде. Подчиняется управлению Ахтервер. Население составляет 1371 человек (на 31 декабря 2010 года). Занимает площадь 12,43 км².

## Известные уроженцы и жители
- Эрик Браден (род. 1941) — немецкий и американский актёр.